# Ernesto Pinto Lagarrigue
Ernesto Pinto Lagarrigue (Santiago, 15 de septiembre de 1918 - Santiago, 25 de septiembre de 1977) fue un ingeniero y político chileno. Se desempeñó como ministro de Estado —en la cartera de Obras Públicas— durante el gobierno del presidente Jorge Alessandri entre 1960 y 1964.

## Familia y estudios
Era hijo del abogado y corredor de bolsa Ernesto Pinto Bolados y de Inés Lagarrigue Rengifo. Por línea paterna provenía de un aristocrático clan de La Serena y el valle de Elqui. Tuvo tres hermanos: Fernando, Eduardo y María Inés.
Realizó sus estudios primarios y secundarios en el Liceo Alemán de Santiago de la capital y luego cursó los superiores en la Universidad de Chile, casa de estudios donde se tituló de ingeniero civil en el año 1941.

## Vida pública
Trabajó como ingeniero en la firma Echenique y Hurtado, así como en la Corporación de Fomento de la Producción (Corfo) del Estado de Chile.
Entre 1959 y 1960 fue vicepresidente ejecutivo de la Corporación de la Vivienda (Corvi), durante el gobierno del presidente Jorge Alessandri. El 15 de septiembre de 1960, éste lo nominó para reemplazar en la cartera de Obras Públicas a Pablo Pérez Zañartu. Permaneció en el cargo hasta el fin de la administración en noviembre de 1964, tocándole enfrentar el proceso de reconstrucción del país, después del devastador terremoto de Valdivia, ocurrido poco antes de su nombramiento. Paralelamente, entre los días 14 y 26 de septiembre de 1963, fungió como ministro de Agricultura en calidad de subrogante (s). 
Ocupó además el cargo de primer vicepresidente de la Sociedad de Fomento Fabril (Sofofa) y presidente de la Caja Central de Ahorros.
Décadas después, se desempeñó como jefe de campaña de Jorge Alessandri en la elección presidencial de 1970.